# The Blackout (film, 1997)
Pour les articles homonymes, voir Blackout.
Pour le film de 2019, voir The Blackout (film, 2019).
Pour plus de détails, voir Fiche technique et Distribution.
The Blackout est un film américain réalisé par Abel Ferrara, sorti en 1997.

## Synopsis
Matty (Matthew Modine) est un acteur new-yorkais à succès alcoolique et drogué. À la suite d'une dispute, Annie, sa petite amie, disparaît à Miami sans laisser de traces. Totalement perdu, il se noie dans la fête, entre drogues, prostituées et pornographie. Lorsqu'il se réveille, il est devenu amnésique.
Plus d'une année plus tard, alors qu'il a intégré un groupe aux Alcooliques anonymes, il revient à Miami pour tenter de retrouver des bribes de mémoire et celle qu'il a toujours aimée.

## Fiche technique
- Titre : The Blackout
- Réalisation : Abel Ferrara
- Scénario : Abel Ferrara et Marla Hanson
- Pays d'origine : États-Unis
- Format : Couleurs - 1,85:1 - Dolby - 35 mm
- Genre : Drame
- Durée : 98 minutes
- Date de sortie :
  -  France : 20 juin 1997
- Classification :
  -  France : interdit aux moins de 16 ans[1]

## Distribution
- Matthew Modine (VF : Jean-Philippe Puymartin) : Matty
- Claudia Schiffer : Susan
- Béatrice Dalle : Annie 1
- Sarah Lassez : Annie 2
- Dennis Hopper (VF : Michel Bedetti) : Mickey Wayne
- Daphnée Duplaix : Daphne
- Mercy Lopez : Jasmine